# Reality (film, 2012)
Pour les articles homonymes, voir Reality.
Pour plus de détails, voir Fiche technique et Distribution.
Reality est un film italien de Matteo Garrone, sorti en 2012 et présenté en compétition officielle lors du Festival de Cannes 2012 où il obtint le Grand Prix.

## Synopsis
Napolitain, marié et père de trois enfants, propriétaire d'une modeste poissonnerie dans un quartier populaire de Naples, Luciano Ciotola est obsédé par l'idée de participer à la grande émission de téléréalité italienne, « Il Grande Fratello ». Après une série de castings, qu'il considère comme particulièrement réussis, il croit en ses chances d'être sélectionné et d'entrer dans la « Maison » à la suite d'un appel téléphonique des organisateurs. 
Malgré de nombreuses sollicitations auprès d'un ancien lauréat de l'émission, Enzo, dont il a fait la connaissance au cours d'une cérémonie de mariage et qui est embarrassé par le « candidat », faisant semblant de le soutenir à coups de « Never give up », Luciano n'entrera jamais officiellement dans la « Maison » de « Grande Fratello ». 
Il sombre dans une dépression paranoïaque s'imaginant être épié jour et nuit par les organisateurs afin de lui donner le droit d'être présent parmi les participants... 

## Fiche technique
- Titre : Reality
- Réalisation : Matteo Garrone
- Scénario : Ugo Chiti, Matteo Garrone, Massimo Gaudioso et Maurizio Braucci
- Photographie : Marco Onorato
- Son : Maricetta Lombardo
- Décors : Paolo Bonfini
- Costumes : Maurizio Millenotti
- Musique : Alexandre Desplat
- Montage : Marco Spoletini
- Mixage :
- Production : Le Pacte, en association avec la SOFICA Cinémage 6
- Pays d'origine :  Italie,  France
- Format :
- Genre : Comédie dramatique
- Durée : 110 minutes
- Dates de sortie :
- Italie : 27 septembre 2012
- France : 3 octobre 2012
- Belgique : 7 novembre 2012

## Distribution
- Aniello Arena (VF : Didier Brice) : Luciano
- Loredana Simioli (VF : Anne Canovas) : Maria
- Nunzia Schiano (VF : Yvette Petit) : tante Nunzia
- Nando Paone (VF : Bernard Crombey) : Michele
- Giuseppina Cervizzi (VF : Estelle Meyer) : Giusy
- Rosaria D'Urso (VF : Frédérique Cantrel) : tante Rosaria
- Nello Iorio (VF : Pierre Yvon) : Massimone
- Ciro Petrone : barman
- Raffaele Ferrante (VF : Jean-Michel Fête) : Enzo
- Claudia Gerini : TV hostess
- Arturo Gambardella
- Angelica Borghese
- Paola Minaccioni

Source et légende : Version française (V. F.) sur le site d’AlterEgo (la société de doublage) et selon le carton de doublage.

## Autour du film
Aniello Arena, l'acteur principal du film, est un détenu ayant découvert le jeu d'acteur en prison avec la Compagnia della Fortezza d'Armando Punzo (it). Il a été condamné à perpétuité pour le meurtre de trois personnes lors du « massacre de la place Crocelle » à Naples le 8 janvier 1991,. Il est autorisé à sortir 45 jours par an dans le cadre des conditions d'exécution de sa peine,. Devant rentrer chaque soir au pénitencier de Volterra, il s'est vu refuser l'autorisation de se rendre au festival de Cannes, où le film concourait et où il a remporté le Grand prix 2012.

## Récompenses et distinctions
- Festival de Cannes 2012 : Grand prix